# 罗兰德·博格坎普
羅蘭·柏金（荷蘭語：Roland Bergkamp，1991年4月3日—）在荷蘭阿姆斯特尔芬出生，是一名足球運動員，司職前鋒，出身精英隊青訓系統，現時效力荷乙球會埃門。

## 生平

### 球會
精英隊
羅蘭·柏金在精英隊的青年隊展開足球事業，並於2009年獲提升上一隊，同年8月14日首次在次級聯賽上陣出戰丹保殊。隨著精英隊透過附加賽升班荷甲後，羅蘭·柏金於2010年8月15日對飛燕諾首度在荷蘭頂級聯賽亮相。在一隊上陣兩季於各項賽事合共上陣63場及射入10球。
白禮頓
羅蘭·柏金拒絕與精英隊續約後，於2011年7月1日轉投剛升班英冠的白禮頓，轉會費沒有透露，簽約兩年。但他一直沒有取得上陣機會，直到11月17日獲借用到英甲球會羅奇代爾，為期6星期至翌年1月2日，期間上陣3場。

### 國家隊
羅蘭·柏金獲得荷蘭U21首次徵召備戰對德國U21的友誼賽，並在這場於2011年3月25日舉行的賽事最後5分鐘處子登場。

## 私人生活
羅蘭·柏金是前阿積士、國際米蘭和名宿丹尼斯·博格坎普的姪兒，他的父親艾德·柏金（Ad Bergkamp）現時在其前球會精英隊擔任骨骼腫瘤醫生。

## 外部連結
- 足球数据库：罗兰德·博格坎普的球员统计数据
- 白禮頓官網簡歷